# 마음대로 훔쳐라
《마음대로 훔쳐라》(영어: What's the Worst That Could Happen?)는 미국에서 제작된 샘 와이스먼 감독의 2001년 범죄 코미디 영화이다. 마틴 로런스 등이 출연하였고, 아쇼크 암리트라지 등이 제작에 참여하였다.

## 출연진
- 마틴 로런스
- 대니 더비토
- 존 레귀자모
- 글렌 헤들리
- 카먼 이조고
- 버니 맥
- 래리 밀러
- 노라 던
- 리처드 시프
- 윌리엄 픽트너
- 아나 개스타이어
- 셔반 팰런 호건
- 레니 클라크
- 캠 닐리
- 트레이시 골드
- 데이나 휠러니컬슨

## 기타 제작진
- 공동 제작: 피치스 데이비스
- 배역: 존 팹시데라
- 미술: 하워드 커밍스
- 의상: 제프리 컬런드
- 추가 음악 작곡: 마크 셰이먼